# Alice in Wonderland (1903)
Alice in Wonderland is een Britse stomme film uit 1903. De film werd geregisseerd door Cecil Hepworth en Percy Stow.
Dit is de eerste verfilming van het boek Alice's Adventures in Wonderland van Lewis Carroll. De film is opmerkelijk door het gebruik van speciale effecten, zoals het krimpen van Alice en het groeien in het huis van het witte konijn waardoor ze vast komt te zitten. Er was van de film maar gedeeltelijk (8 van de 12 minuten) één exemplaar overgebleven dat door het British Film Institute gedeeltelijk gerestaureerd werd in zijn originele filmtint. Deze film was de langste speelfilm gemaakt in Groot-Brittannië op dat moment.

## Rolverdeling
| Acteur             | Personage                             |
| ------------------ | ------------------------------------- |
| May Clark          | Alice                                 |
| Cecil M. Heptworth | de kikker                             |
| Mrs. Hepworth      | het witte konijn en de hartenkoningin |
| Norman Whitten     | de vis en The Hatter                  |